# Hulu
Hulu es un servicio de streaming OTT por suscripción a la carta estadounidense y una sección de contenido dentro de Disney+. El servicio está disponible solamente en el país anteriormente mencionado. Es propiedad total de Disney Entertainment, una división de The Walt Disney Company.
El servicio se estableció inicialmente como una empresa conjunta entre News Corporation (y más tarde de Disney) y NBC Universal, Providence Equity Partners, que sirve como una agregación de episodios recientes de series de televisión de sus respectivas cadenas de televisión. En 2010, Hulu lanzó un servicio de suscripción, inicialmente con el nombre de Hulu Plus, que incluía temporadas completas de programas de las compañías y otros socios, y acceso sin demora a nuevos episodios. En 2017, la compañía lanzó Hulu with Live TV, un servicio de IPTV que ofrece canales de televisión lineales. Time Warner (después llamada WarnerMedia), más tarde tuvo una participación en el servicio. A partir del primer trimestre de 2019, Hulu tenía 28 millones de suscriptores.
En 2011, Hulu lanzó sus servicios en Japón, marcando su primera y única expansión internacional. Sin embargo, en 2014, Hulu Japón fue escindida y adquirida por Nippon TV.
Se lanzó una versión beta de Hulu en Disney+ en los Estados Unidos el 6 de diciembre de 2023, y su lanzamiento completo el 27 de marzo de 2024. El centro de contenido comparte similitudes con el centro de contenido Star que se lanzó anteriormente en Disney+ en febrero de 2021 fuera de EE. UU. como alternativa a Hulu.

## Nombre
El nombre de Hulu proviene de dos palabras del mandarín, húlú (葫芦/葫蘆), «calabaza», y hùlù (互录/互錄), «grabación interactiva».

 En octubre, Hulu envió diferentes invitaciones privadas a muchos usuarios para probar la versión beta, y más tarde permitió que los usuarios invitaran a más amigos. Hulu se estrenó en los Estados Unidos el 12 de marzo de 2008. El primer producto que lanzaron fue la HULU Syndication Network, diseñado y desarrollado por el NBC Universal Team de Nueva York, el 29 de octubre del mismo año, que vino seguido de la página oficial Hulu.com.

## Historia empresarial

### Primeros años (2007–2010)
Las personas que jugaron un papel decisivo en la fundación de Hulu incluyen a Bruce Campbell, Peter Chernin, JB Perrette, Mike Lang, Beth Comstock, George Kliavkoff, Darren Feher, y Jason Kilar. Hulu se anunció en marzo de 2007 con AOL, NBC Universal (entonces copropiedad de General Electric y Vivendi), MSN, Myspace y Yahoo! planeados como «socios inciiales de distribución». Jason Kilar fue nombrado director ejecutivo de Hulu a finales de 2007.
El nombre «Hulu» se eligió a finales de agosto de 2007, cuando el sitio web se puso en marcha con sólo un anuncio y sin contenido. Invitó a los usuarios a dejar sus direcciones de correo electrónico para la próxima prueba beta. Hulu se lanzó para acceso público en los Estados Unidos el 12 de marzo de 2008. El primer producto en lanzarse fue la red HULU Syndication, que fue diseñada y desarrollada por el equipo de NBC Universal Nueva York, el 29 de octubre de 2007, liderado por Tom Sharma, seguido por el sitio de destinos Hulu.com.
Hulu inició una campaña publicitaria durante la transmisión del Super Bowl XLIII de NBC con un anuncio inicial protagonizado por Alec Baldwin titulado «Alec in Huluwood». Desde entonces, se han emitido anuncios con Eliza Dushku, Seth MacFarlane, Denis Leary y Will Arnett.[cita requerida]
En julio de 2007, Providence Equity, propietario de Newport Television, se convirtió en uno de los primeros inversores «externos» al comprar una participación del 10 por ciento en la empresa por una inversión de capital de 100 millones de dólaresantes de que la empresa fuera conocida como «Hulu».Con su inversión llegó un puesto en la junta directiva, donde se decía que Providence actuaba como una «voz independiente en la junta».En abril de 2009, The Walt Disney Company se unió al consorcio Hulu como accionista, con planes de ofrecer contenido de ABC, ESPN y Disney Channel.

### Múltiples empresas conjuntas (2010–2019)
A principios de 2010, Jason Kilar, director ejecutivo de Hulu, dijo que el servicio había obtenido ganancias en dos trimestres y que la compañía podría superar los 100 millones de dólares en ingresos para el verano de 2010, más que sus ingresos durante todo 2009. ComScore dice que las transmisiones de video mensuales alcanzaron 903 millones en enero de 2010, más del triple que el año anterior,y fue el segundo sitio web más visto después de YouTube.
El 16 de agosto de 2010, un informe reveló que Hulu estaba planeando una oferta pública inicial (IPO) que podría valorar la empresa en más de 2 mil millones de dólares.
El 21 de junio de 2011, The Wall Street Journal informó que una «oferta no solicitada» hizo que Hulu comenzara a «sopesar si venderse o no». Sin embargo, el 13 de octubre de 2011, Hulu y sus propietarios anunciaron que no venderían la empresa, ya que ninguno de los postores ofreció una cantidad satisfactoria para sus propietarios. En septiembre de ese año, el servicio se lanzó en Japón; marcando la primera expansión internacional de Hulu.
Hulu generó 420 millones de dólares en ingresos en 2011, 80 millones de dólares menos que el objetivo de la empresa. El puesto vacante de director ejecutivo fue ocupado oficialmente por el expresidente de Fox Networks, Mike Hopkins, el 17 de octubre de 2013.
En octubre de 2012, Providence vendió su participación del 10 por ciento a los «propietarios de medios de Hulu» y dejó de participar en la junta.
El 27 de febrero de 2014, Nippon Television Network Corporation adquirió el negocio japonés de Hulu. El servicio mantendría la marca y la tecnología «Hulu» en Japón bajo una subsidiaria de Nippon como parte de un acuerdo separado.
El 3 de agosto de 2016, Time Warner (más tarde WarnerMedia, ahora Warner Bros. Discovery) adquirió una participación del 10 por ciento de Hulu.
Hopkins salió y fue nombrado presidente de Sony Pictures TV. El director de operaciones del Fox Networks Group, Randy Freer, fue nombrado director ejecutivo el 24 de octubre de 2017.

### Propiedad mayoritaria de Disney (2019–2023)
El 20 de marzo de 2019, Disney adquirió 21st Century Fox, lo que le otorgó una participación mayoritaria del 60% en Hulu. El 15 de abril de 2019, WarnerMedia vendió su participación del 10% en Hulu a la compañía por 1.430 millones de dólaresdejando a Disney con un 67% y a Comcast con un 33%. Comcast, el único otro accionista, anunció el 14 de mayo de 2019 que había acordado ceder su control a Disney y llegó a un acuerdo para que Disney comprara su participación del 33% en la empresa a partir de 2024.

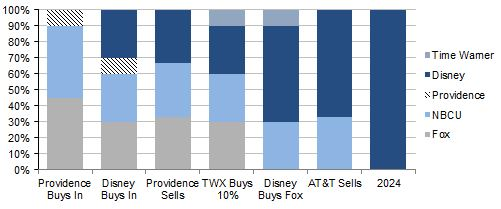
Ownership history of Hulu

El 14 de mayo de 2019, Comcast cedió su control en Hulu a Disney con efecto inmediato. Como resultado, el servicio de streaming se convirtió en una división de Walt Disney Direct-to-Consumer & International (DTCI) y Comcast se convirtió efectivamente en un socio silencioso. Según el acuerdo, la participación del 33% de Comcast podía venderse a Disney al valor justo de mercado a partir de 2024. El valor justo de mercado se determinaría en ese momento, pero Disney garantizó una valoración mínima de toda la empresa de 27 500 millones de dólares (valorando a la participación de Comcast por valor de al menos 9075 millones de dólares).Randy Freer reportaría al ejecutivo de Disney Kevin Mayer.
A raíz del acuerdo, el director ejecutivo de Disney, Bob Iger, explicó que la integración directa de Hulu con Disney Studios permitiría mayores inversiones en contenido original,lo que a su vez le permitiría «hacer que el servicio sea aún más atractivo y de mayor valor para los consumidores». NBCUniversal continuará otorgando licencias de su contenido para el servicio al menos hasta 2024, pero tendrá la opción de comenzar la transición de sus acuerdos de exclusividad con Hulu a términos no exclusivos a partir de 2020, y de finalizar otros acuerdos de contenido a partir de 2022.

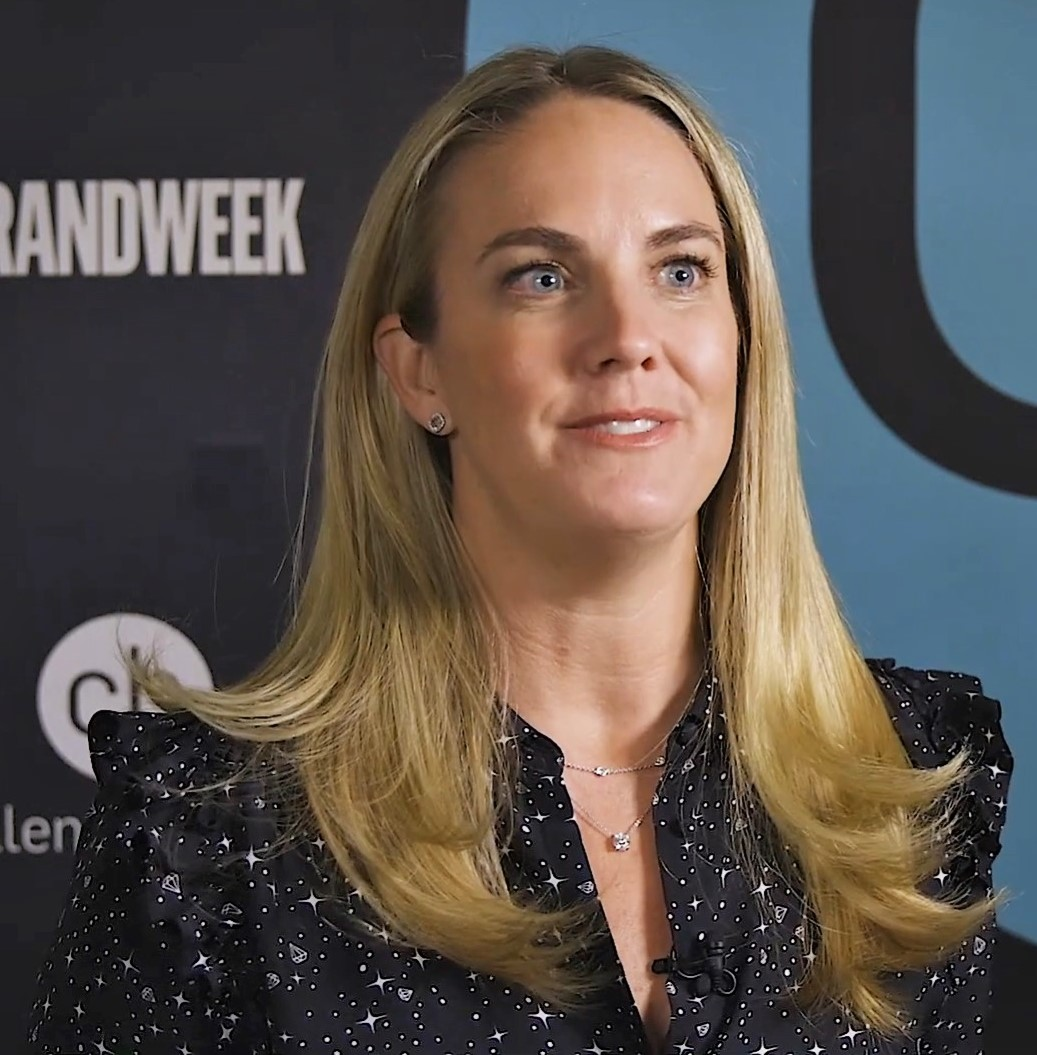
Kelly Campbell, directora de marketing y luego presidenta de Hulu, habla con AdWeek en 2019.

El 31 de julio de 2019, Disney reorganizó la estructura de informes de Hulu, colocando el equipo de Scripted Originals de Hulu bajo Disney General Entertainment Content. Bajo la nueva estructura, el vicepresidente senior de contenido con guion original de Hulu reportaría directamente al presidente de Disney Television Studios y ABC Entertainment.En noviembre de 2019, se asignó a FX y Fox Searchlight para proporcionar contenido a Hulu. En enero de 2020, Disney eliminó el papel de director ejecutivo de Hulu, y sus altos ejecutivos reportarán directamente a DTCI y Walt Disney Television. El 31 de enero de 2020, Freer renunció como director ejecutivo de Hulu y el puesto fue eliminado; Los altos ejecutivos de Hulu ahora reportan directamente a DTCI y Walt Disney Television.
En junio de 2021, se informó que Comcast había acusado a Disney de socavar el crecimiento y el valor de Hulu al no participar en la expansión internacional del servicio, y en su lugar agregó la marca Star como una extensión de Disney+ en mercados seleccionados.En agosto de 2021, el director ejecutivo de Disney, Bob Chapek, sugirió que Hulu, Disney+ y ESPN+ podrían fusionarse de manera similar en el futuro, citando que la oferta de paquetes existente de servicios tenía una tasa de abandono más baja que los servicios individuales, pero que en los EE. UU. «también puede haber ciertas limitaciones bajo las que estemos que podrían al menos, desde un punto de vista de corto plazo, limitar nuestra capacidad de hacer lo que a largo plazo podríamos considerar ideal, pero, francamente, todavía no sabemos qué es lo ideal».
El 7 de septiembre de 2021, Hulu anunció que los precios de sus principales planes de video a pedido y sin publicidad aumentarían en $1 cada uno a $6,99 y $12,99 por mes a partir del 8 de octubre. En octubre de 2021, la presidenta de Hulu, Kelly Campbell, dimitió y posteriormente fue nombrada presidenta del servicio competidor de NBCUniversal, Peacock. En su informe de ganancias del tercer trimestre, el director financiero de Comcast, Mike Cavanagh, declaró sobre Hulu que estaban y proyectó que «estará bien si nos quedamos hasta el final porque espero que el valor siga aumentando».
El 22 de noviembre de 2021, Disney y WarnerMedia llegaron a un acuerdo para permitir que películas seleccionadas de 20th Century Studios y Searchlight Pictures estuvieran disponibles en Disney+, Hulu y HBO Max en 2022. El mismo día, The Wall Street Journal informó que Comcast estaba considerando retirar parte del contenido de Hulu para impulsar su servicio de streaming Peacock. El 4 de marzo de 2022, se informó que NBCUniversal retiraría contenido de Hulu y lo trasladaría a Peacock a partir de septiembre. En enero de 2023, Joe Earley se volvió presidente de Hulu.
En septiembre de 2022, Chapek indicó que Disney está considerando fusionar Hulu con Disney+ porque el modelo había tenido éxito fuera de Estados Unidos sin ninguna fricción de contenido. Para acelerar el plan, dijo que a Disney le encantaría comprar la participación del 33,3% de Comcast en Hulu antes del cronograma de 2024 previamente acordado. Sin embargo, Comcast no había ofrecido condiciones razonables para una compra anticipada y en cambio habían expresado interés en comprar Hulu ellos mismos si estuviera a la venta.
El 18 de mayo, se anunció que Disney+ y Hulu eliminarían casi 60 películas y series originales el 26 de mayo para «reducir costos». La noticia provocó algunas reacciones negativas, principalmente hacia la decisión inicial de eliminar Howard, el documental sobre la vida del letrista Howard Ashman, en vísperas del Mes del Orgullo y el lanzamiento de la adaptación de acción real de La Sirenita. Sin embargo, al día siguiente se confirmó que la película seguirá estando disponible en el servicio.
El 10 de julio de 2023, Hulu lanzó un centro de anime y animación para adultos conocido como Animayhem, que presenta varios programas diferentes de 20th Television Animation, incluidos American Dad, Bob's Burgers, Padre de familia y King of the Hill, entre varios otros. Además, se encargaron nuevas temporadas de Futurama y King of the Hill para el servicio, y la compañía tiene previsto lanzar una experiencia inmersiva en la Comic-Con de San Diego para promover la ocasión, titulada Hulu Animayhem: Into the Second Dimension.

### Filial de Disney (2023-presente)
El 6 de septiembre de 2023, el director ejecutivo de Comcast, Brian L. Roberts, anunció que el valor razonable de las acciones de Hulu se evaluaría a partir del 30 de septiembre. El 1 de noviembre de 2023, Disney y Comcast anunciaron que habían llegado a un acuerdo para permitir que Disney obtuviera el control total de Hulu, en un acuerdo valorado en 8610 millones de dólares el cual fue pagado el 1 de diciembre. En agosto de 2024, Disney y Comcast seguían en una disputa sobre la valoración de Hulu en relación con la finalización completa de la transacción, y se esperaba una decisión de arbitraje en 2025. El 9 de junio de 2025, ambas partes resolvieron la disputa, con Disney pagando a Comcast 438,7 millones de dólares adicionales, además del precio mínimo por su participación restante en Hulu, que se cerraría antes del 24 de julio de 2025.
El 6 de diciembre de 2023, Disney lanzó un centro de contenido en versión beta para Disney+, conformado por producciones de Hulu para los suscriptores de Disney Bundle en los Estados Unidos. El centro de Hulu de Disney+ se lanzó oficialmente en marzo de 2024 y la plataforma también siguió estando disponible a través de su propia aplicación.
El 6 de agosto de 2025, Disney dio a conocer que descontinuaría las aplicaciones independientes de Hulu y que el servicio se integraría completamente en la plataforma Disney+. Hulu seguirá disponible como suscripción independiente, pero se accederá a su contenido desde una nueva aplicación unificada que se lanzará en 2026. Además, Disney reveló planes para reemplazar la marca Star en Disney+ en los mercados internacionales con Hulu.

## Productos

### Servicio de suscripción de Hulu
En una conferencia que se produjo el 21 de octubre de 2009, el ayudante del presidente de News Corporation, Chase Carey, declaró que Hulu «necesita evolucionar para tener un modelo de suscripción significativo en el mercado» y que probablemente empezaría a cobrar un mínimo por el contenido de 2010. El comentario de Carey se burla de los otros directores de News Corp., entre ellos Rupert Murdoch quien expresó su deseo de cargar contenido con un número de unidades oline.
El servicio de suscripción mensual de Hulu, denominado Hulu Plus, se estrenó en formado beta el 29 de junio de 2010 y fue oficialmente estrenado el 17 de noviembre de 2010. Como la versión gratis de Hulu, el contenido disponible a la plataforma de suscripción también contiene anuncios. Aun así, ofrece una biblioteca de contenido mucho más grande que incluye temporadas enteras, acceso en el contenido del día después de diferentes cadenas y más episodios respecto los espectáculos disponibles a través del servicio gratis de Hulu. El acceso gratuito a Hulu solo estaba disponible en PC y portátiles, mientras que la suscripción por pago permite acceder a los espectadores a Hulu a través de todos los dispositivos soportados que incluyen set-top boxes, TV inteligente, videoconsolas, dispositivos móviles y más. Al poco de haberse cumplido el año de estreno del servicio de suscripción de Hulu, el número de abonados llegó a 1.5 millones. En mayo de 2016, Hulu informó que había logrado 12 millones de abonados.
El 29 de abril de 2015, Hulu anunció a la prensa que sacarían el nombre de «Plus» a «Hulu Plus» para disminuir la confusión entre los servicios gratuitos y de pago.
El Wall Street Journal informó en julio de 2015 que Hulu estaba explorando una opción de suscripción libre de publicidad para alrededor de 12 a $14 dólares al mes. Esto fue confirmado hacia el 2 de septiembre de 2015, con un plan «sin anuncios» a un precio de $11,99 dólares estadounidenses, $4 dólares más de la tarifa mensual de $7,99 para una suscripción de «anuncios limitados», aunque algunas de las series más destacadas (menos de 10) retendrían anuncios pre-roll y post-roll.
El 8 de agosto de 2016, Hulu anunció que pondría fin a la disponibilidad de su servicio de streaming gratuito a través de su propia plataforma, haciendo que se orientara exclusivamente a los servicios de suscripción. A su vez, la compañía anunció una asociación con Yahoo! para mover este contenido libre, que consiste principalmente en episodios recientes de ABC, Fox, y NBC series, a un nuevo sitio web conocido como Yahoo! View.

### Hulu con TV en Directo
En mayo de 2016, Hulu anunció que planeaba comenzar a ofrecer un servicio de IPTV over-the-top con «programación en directo de las marcas de televisión abierta y cable» en algún momento del 2017. A finales de 2016, los copropietarios de 21st Century Fox y The Walt Disney Company acordaron abastecer sus canales al servicio de streaming, uniéndose también Time Warner, que previamente alcanzó un acuerdo con Hulu.
El servicio, comercializado solo como «Hulu con TV en Directo», que se acopla a las ofertas de televisión en directo con la biblioteca existente de Hulu de la serie de televisión y películas, se lanzó en beta el 3 de mayo de 2017. El servicio consiste en pagar $US39,99 por mes y proporciona soporte para Xbox One, Apple TV, Chromecast, iOS y dispositivos Android. Ofrece secuencias en directo de más de 50 canales de difusión y cable de origen, incluidos los noticiarios de las cinco principales cadenas de difusión –ABC, CBS, NBC, Fox y The CW– así como canales de cable propiedad de Hulu Co-Parents, NBCUniversal, 21st Century Fox y The Walt Disney Company, junto con CBS Corporation, Turner Broadcasting System, Scripps Networks Interactive y A+E Networks (que abarca canales como CNN, Food Network, Disney Channel, A&E, MSNBC y ESPN), con el servicio OTT de Showtime disponible como complemento por un suplemento. En la actualidad, el contenido en directo de las principales cadenas de televisión se limita a las estaciones de propiedad y operadas y afiliados con sede en Nueva York, Miami, Los Ángeles, Chicago, San Francisco y Philadelphia; los representantes de Hulu afirmaron que se propone negociar acuerdos de transporte con grupos de radiodifusión de propiedad independiente para obtener derechos de distribución a las estaciones locales de otros mercados. Las características incluyen la capacidad de crear seis perfiles de cuentas de usuario por una sola suscripción (con recomendaciones personalizadas del programa basadas en los programas favoritos de un usuario y diferentes secuencias simultáneas dependiendo del paquete) deportes personalizados, recomendaciones y una nube DVR con entre 50 y 200 horas de almacenamiento dependiendo del nivel de servicio (el DVR de nivel inferior no tiene funcionalidad de saltarse los anuncios).

## Audiencia
Los números de audiencia para el sitio son rastreados por empresas de medición como ComScore, Nielsen ratings y Quantcast. En colaboración con ComScore, Hulu es la primera empresa digital en recibir mediciones multiplataforma a un nivel individual que incluye la co-visión de los dispositivos de los salones. Al factorizar esto, el alcance de Hulu entre los adultos (entre 18 y 49 años) aumenta un 50%.
Sin embargo, la fiabilidad de estas métricas ha sido cuestionada, en parte debido a las estimaciones ampliamente divergentes. Por ejemplo, entre mayo y junio de 2010, ComScore actualizó su metodología de puntuación y sus estimaciones para Hulu cayeron de 43,5 millones de espectadores a 24 millones en un solo mes. En un informe de ComScore de tendencias digitales en 2010, el informe de la ComScore Digital Year in Review encontró que Hulu fue visto el doble de veces que los sitios web de las cinco redes principales de televisión combinadas.
A partir del 2016, el 69% de las visualizaciones de Hulu tienen lugar en televisores regulares a través de dispositivos conectados.

## Programación

### Socios de contenido
Hulu distribuye vídeo en su propio sitio web y sindica su alojamiento a otros sitios web, permitiendo a los usuarios incrustar clips de Hulu en sus sitios web. Además de contenido de la NBC, cuenta con algunos programas y películas de la ABC y Fox. Hulu cuenta también con programas de networks tales como A&E, Big Ten Network, Bravo, E!, Fox Sports 2, FX, PBS, NFL Network, Oxygen, RT America, Fox Sports 1, Paramount Network, SundanceTV, Syfy, USA Network, NBCSN, y fuentes de comedia en línea como Onion News Network. Hulu retiene entre el treinta y el cincuenta por ciento de los ingresos publicitarios generados por los programas que distribuye. En noviembre de 2009, Hulu comenzó a establecer alianzas con sellos discográficos para albergar vídeos musicales y actuaciones de conciertos en el sitio web, incluyendo EMI en noviembre de 2009 y Warner Music Group en diciembre del mismo año.
A principios de marzo de 2010, Viacom anunció que estaba lanzando dos de los espectáculos más populares del sitio web, The Colbert Report y The Daily Show, fuera de Hulu. Los programas habían estado emitiéndose en Hulu desde finales de 2008. Un portavoz de Viacom señaló que «en el modelo económico actual, no hay mucho para que continuemos en estos momentos. Si pueden llegar al punto donde el modelo de monetización sea mejor, entonces podríamos volver». En febrero de 2011, ambos programas volvieron a eatar disponibles para su visualización en Hulu. The Daily Show fue retirado de Hulu en marzo de 2017 con el fin de empujar a los espectadores a ver el programa en las aplicaciones de Viacom y Comedy Central.

### Contenido original
Desde el 17 de enero de 2011 hasta el 24 de abril de 2014, Hulu transmitió su propia serie The Morning After, un programa de noticias de la cultura pop. Fue producido por Hulu en conjunto con HDFilms de Jace Hall y las estrellas Brian Kimmet y Ginger Gonzaga. De esta forma expandían su negocio no solo en la distribución de contenido, sino en la producción original.
El 16 de enero de 2012, Hulu anunció que se transmitiría su primer programa original, titulado Battleground, que se estrenó en febrero del mismo año. El programa se emitió en el servicio web gratuito de Hulu en lugar de en la suscripción basada en Hulu Plus. Battleground se describe como un drama político al estilo documental.
Más tarde ese mismo mes, Hulu anunció que emitiría The Fashion Fund, una serie reality de seis partes, y el ganador del programa recibiría $300 000 dólares para comenzar su carrera.
Para continuar con su movimiento de programación original, Hulu anunció que habría un total de siete programas originales que se planearon para emitir en su servicio:Battleground, Day in the Life, y Up to Speed fueron mencionados previamente; y el 19 de abril, Hulu agregó cuatro espectáculos más a su lista: Don't Quit Your Daydream, Flow, The Awesomes, y We Got Next. Algunos de estos programas empezaron a emitirse en 2012, mientras que otros se estrenaron en los próximos años.
El 21 de mayo de 2012, Hulu anunció que traería a Kevin Smith a su línea de programación original. Smith presenta un programa de discusión sobre películas titulado Spoilers, que se comenzó a emitir a mediados de ese mismo año.
En marzo de 2016, Lionsgate Premiere y Hulu adquirieron conjuntamente los derechos de distribución de la película Joshy, que fue lanzada más adelante el 12 de agosto de ese mismo año.
El 4 de mayo de 2016, Hulu adquirió The Beatles: Eight Days a Week, como su primera adquisición documental, como parte de una colección de películas documentales de Hulu. La película se estrenó teatralmente el 15 de septiembre, antes de debutar en el servicio de streaming el 17 de septiembre.
Desde septiembre de 2022, debido a la ausencia del centro de contenido Star en la versión estadounidense de Disney+, algunos programas lanzados en el apartado Star de Disney+ que superan el límite de clasificación (máximo TV-14 y PG-13) para el mercado de Estados Unidos han sido lanzados a través de Hulu. Los programas estrenados desde 2023 han comenzado a lanzarse simultáneamente con el apartado Star fuera de los EE. UU.

### South Park
El 12 de julio de 2014, se anunció que Hulu había firmado un contrato de tres años de compra de derechos de transmisión en línea exclusivos de la biblioteca South Park. A través del acuerdo, el sitio web de South Park Studios fue alimentado por Hulu video y la publicidad destacada. Junto con esto, el nombre del dominio cambió de «SouthParkStudios.com» a «southpark.cc.com». Anteriormente, el programa había estado disponible en Netflix. El lanzamiento del nuevo sitio causó algunos problemas técnicos, que fueron resueltos permitiendo que los fanes vieran episodios y clips sin censura. Un puñado de países también contaban sus propias versiones localizadas de sitios de South Park, con la antigua experiencia.
Se anunció que a partir de septiembre de 2014, después del estreno de la temporada 18, solo 30 episodios seleccionados se ofrecerían para la visualización gratuita en un momento en el sitio web, con nuevos episodios que estarían disponibles para un mes entero a partir del día siguiente a su emisión original. 

### Neon Alley
Al inicio de abril de 2014, Neon Alley, un servicio de streaming orientado al anime 24/7 de Viz Media que comenzó el 2 de octubre de 2012, al mismo tiempo en los mercados de Estados Unidos y Canadá (similar a Æsir Media Group LLC y Valkyrie Media Partners LLC's, Anime Network, The Chernin Group y Crunchyroll de TV Tokyo y Aniplex of America del Aniplex Channel), descontinuó su formato de red web y se relanzó como un servicio gratuito de vídeo en demanda (FVOD) en streaming de anime al mercado estadounidense a través de su sitio web o dispositivos conectados a Internet a través de Hulu. Como resultado, con Hulu siendo incapaz de tener dispobible al mercado canadiense, Neon Alley dejó de estar disponible en ese mercado y restringió su servicio al mercado estadounidense solamente. Esto dejaba a Anime Network, CrunchyRoll, Daisuki y Aniplex Channel como los únicos servicios de streaming centrados en el anime que están disponibles en el mercado canadiense al mismo tiempo que el mercado estadounidense. El 21 de julio de 2016, Tubi TV anunció que habían comenzado a transmitir ciertos títulos de Viz en Canadá.

### Canales de televisión
- A+E Networks: A&E, FYI, History, Lifetime, Military History, Viceland
- AMC Networks: AMC, SundanceTV, WE tv, BBC America
- ANO TV-Novosti: RT America
- Warner Bros. Discovery: Animal Planet, Discovery Channel, Discovery en Español, Discovery Digital Networks, Destination America, Investigation Discovery, TLC, Discovery Family, Adult Swim, Cartoon Network, The CW, TNT, TBS, Cinemax (por $9.99 extra al mes), HBO (por $14.99 extra al mes)
- Fox Corporation: Fox, Fox News Channel, Fox Business Network, Fox Sports 1, Fox Sports 2 Big Ten Network,
- NBCUniversal: CNBC, MSNBC, NBC, NBCSN, Oxygen, Syfy, USA Network, Bravo, E!, Universal Kids
- Paramount:  CBS, CBS Sports Network, BET, Comedy Central, MTV, Nickelodeon, TV Land, VH1, Paramount Network, CMT, Logo TV, Showtime (por $8.99 extra al mes)
- Disney: ABC, Disney Channel, Disney XD, Disney Junior, Freeform, FX, FX Movie Channel, FXX, National Geographic Channel,
- Ion Television
- PBS
- Starz Inc.: Starz
- Univision: Fusion
- Azteca International Corporation: Azteca

### Productoras y distribuidoras
- Aniplex of America
- Annapurna Pictures
- Cinedigm
- Cablevision
- Discotek Media
- Disney Television Studios: ABC Signature, 20th Television
- DreamWorks Pictures
- Endemol
- Funimation
- Fremantle Media
- Green Apple Entertainment
- Lionsgate
- Maiden Japan
- MGM
- Media Blasters
- NBCUniversal: Universal Television
- NIS America
- Nutri Ventures Corporation
- Paramount Media Networks: Paramount Television Studios, CBS Studios
- Right Stuf
- Sentai Filmworks
- Sony Pictures Entertainment
- Univision
- Viz Media
- Warner Bros. Discovery: Warner Bros. Television Distribution, Warner Bros. Television
- Wise Entertainment

### Plataformas internacionales
- DramaFever (programas asiáticos y latinos)
- Viki (programas asiáticos)

## Disponibilidad
A partir de junio de 2015, el acceso a Hulu no está disponible internacionalmente fuera de los Estados Unidos y Japón.

### Expansión internacional
En julio de 2010, el Financial Times reveló que Hulu había estado trabajando en planes para un lanzamiento internacional de Hulu Plus durante varios meses, y había identificado al Reino Unido y Japón como mercados donde su página web gratuita y modelo de suscripción podría funcionar. El director ejecutivo de Hulu, Jason Kilar, expresó su convicción de que el modelo de los Estados Unidos podría replicarse en cualquier parte, diciendo: «No nos conformaremos hasta que este sea un servicio global». La primera expansión de Hulu en un mercado internacional tuvo lugar con el lanzamiento de un servicio en Japón el 1 de septiembre de 2011.

#### Nippon TV adquiere el servicio japonés de Hulu
El 27 de febrero de 2014, Nippon Television Network Corporation (Nippon TV) adquirió el negocio japonés de Hulu. La transacción, que está sujeta a ciertas condiciones regulatorias, marcó la entrada de Nippon TV en el negocio de video bajo demanda por suscripción. A través de la adquisición, el servicio de Hulu continúa ofreciendo a los consumidores japoneses contenido prémium, que incluye películas estadounidenses y japonesas, dramas y programas de televisión populares. Además, los populares programas de Nippon TV y su contenido original exclusivo se lanzaron en el servicio Hulu en Japón, ampliando su oferta de contenido. Los usuarios japoneses tenía  acceso a una biblioteca de populares programas de televisión como la franquicia de CSI, Grey's Anatomy, Prison Break y Ugly Betty, y también películas como Armageddon, Hombres de negro y Piratas del Caribe.

### Ausencia en el mercado canadiense y posterior lanzamiento de Star
Hulu no puede lanzarse en Canadá debido al tamaño relativamente pequeño del mercado publicitario en línea de Canadá y porque las cadenas de televisión ya tienen los derechos exclusivos de transmisión en línea en Canadá con varios títulos ofrecidos en Hulu. La ausencia de Hulu en el mercado canadiense generó preocupación entre los fanáticos de la serie The Mindy Project cuando fue cancelada por Fox en la primavera de 2015 y posteriormente recogido por Hulu; la emisora canadiense del programa, City, posteriormente anunció que continuaría transmitiendo la serie en Canadá. En la actualidad, los consumidores canadienses tienen acceso a varios sistemas de transmisión, incluida una versión canadiense de Netflix, Amazon Prime Video, CraveTV y Crackle, pero con CraveTV transmitiendo algunos programas de plataformas inaccesibles para espectadores canadienses como Hulu.
La falta de operaciones internacionales se había considerado una deficiencia potencial de Hulu en comparación con su servicio de streaming hermano Disney+ y competidores como Amazon Prime Video, Netflix y HBO Max. Durante una llamada de ganancias el 8 de noviembre de 2018, el CEO de Disney, Bob Iger, declaró que después de la compra de 21st Century Fox, planeaba realizar inversiones más fuertes en Hulu, incluida una expansión internacional más amplia. En febrero de 2020, Iger anunció que la expansión internacional de Hulu comenzaría a principios de 2021.
Durante una conferencia de resultados financieros el 5 de agosto de 2020, Bob Chapek, quien había reemplazado a Iger como CEO de Disney a fines de febrero, anunció que Disney planeaba lanzar un nuevo servicio internacional de entretenimiento general bajo el nombre de Star en 2021, programado para presentar contenido de las bibliotecas ABC, FX, Freeform, 20th Century Studios y 20th Television. La marca Star se origina en las operaciones internacionales de televisión de pago heredadas por Disney durante la compra de 21st Century Fox, que tienen una fuerte presencia en mercados como India. Chapek argumentó que la marca Hulu no era muy conocida fuera de Estados Unidos.
El 10 de diciembre de 2020, Disney anunció que Star se lanzaría como una marca de entretenimiento general dentro del servicio de streaming existente de Disney+ en Canadá, Europa, Australia, Nueva Zelanda y Singapur el 23 de febrero de 2021 junto con Japón, Hong Kong y Corea del Sur a finales de ese año. El 31 de agosto de 2021 en América Latina, Disney lanzó un servicio de streaming separado bajo el nombre Star+, que contaría con entretenimiento general de Disney y sus subsidiarias (incluidos programas para audiencias maduras que no se transmiten en Disney+) y contenido deportivo de ESPN. Posteriormente, la plataforma latinoamericana sería descontinuada para fusionarse con Disney+, añadiéndole así la sección de contenido Star.